# Tom Lynch (jogador de futebol americano)
Thomas Frank Lynch (Chicago, 24 de maio de 1955) é um ex-jogador de futebol americano da National Football League. Ele jogou no Seattle Seahawks e do Buffalo Bills.